# Syllepte cohaesalis
Syllepte cohaesalis là một loài bướm đêm trong họ Crambidae.